# Josie and the Pussycats
Pour les articles homonymes, voir Josie et les Pussycats.
Josie and the Pussycats est une série et un groupe de musique fictionnel de comics de l'éditeur Archie Comics.
Le groupe, spécialisé dans le rock 'n' roll, est composé de trois jeunes filles : la rousse Josie McCoy, la blonde Melody Valentine et la brune Valerie Brown. En plus de bénéficier de leurs propres séries de comics, elles font des apparitions récurrentes dans les autres publications de l'éditeur.
Elles ont connu plusieurs adaptations en séries d'animations mais également au cinéma.

## Série principale

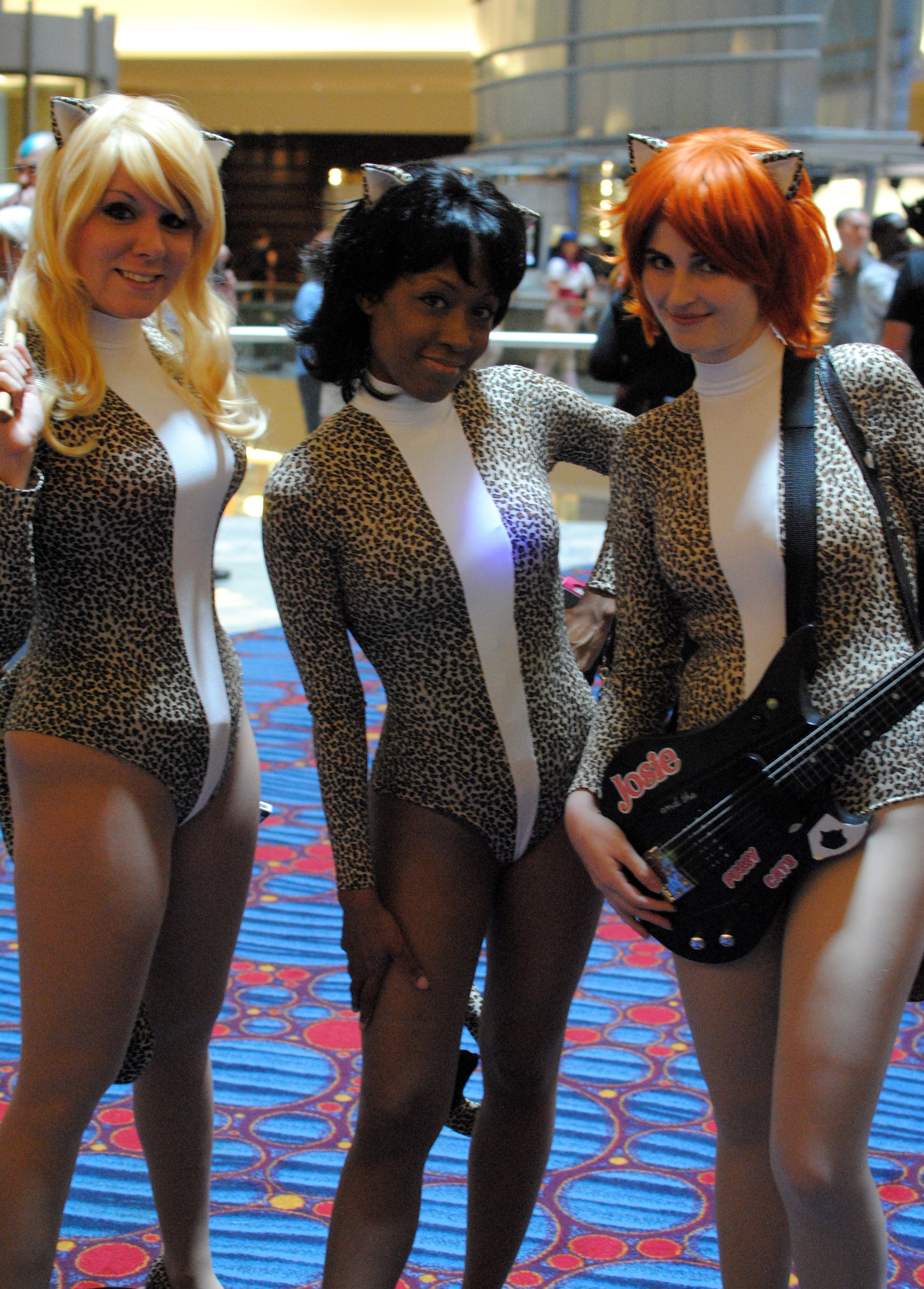
Un cosplay du trio à la Dragon Con de 2012.

### Version originale
Josie et son groupe sont introduits pour la première fois dans une série de comics centré sur Josie intitulée She's Josie en 1963. Elles font ensuite la rencontre des autres personnages de l'éditeur dans le vingt-troisième numéro d'Archie's Pals 'n' Gals.
Au départ, la série met en scène une Josie adolescente à Riverdale, passionnée par la musique mais qui est loin d'être célèbre. Valerie Brown n'existe pas encore, à la place, Josie et Melody sont amies avec Pepper, une jeune fille cynique et intelligente. Josie est en couple avec un dénommé Albert et Pepper avec Sock. La série introduit également Alexander Cabot III, qui deviendra par la suite le manager du groupe, et sa sœur Alexandra. 
Dès le numéro quarante cinq, la série est renommée officiellement Josie and the Pussycats et Valerie est introduite dans la série avec le nom de famille Smith. Le groupe s'éloigne alors des histoires de Riverdale et devient célèbre. La série se termine en 1982, mais le groupe continue à apparaître dans les publications de l'éditeur. Plus tard, Valerie Smith sera rebaptisée Valerie Brown. Ce changement est dû au retour du personnage de Pepper Smith dans l'univers d'Archie Comics.
En mars 2005, la série est relancée avec un style manga, comme la série Sabrina, l'apprentie sorcière l'année précédente. L'historique du groupe est également retravaillé : Josie McCoy devient Josie Jones et forme le groupe après avoir été renvoyé de la chorale de son lycée avec Velerie. Elles recrutent Melody qui invente le concept des déguisements de chat. Alexander Cabot III devient leurs manager dans le but d'essayer de charmer Josie, ce qui énerve profondément sa sœur, Alexandra.

### VersionNew Riverdale
En 2015, Archie Comics décide d'effectuer un reboot général de son univers, séparant l'univers dit « classique » d'un nouvel univers moderne intitulé New Riverdale.
Le groupe est introduit dans cette nouvelle chronologie dans sa propre série dès septembre 2016. Dans cet univers, le groupe est déjà connu et fait le tour du monde pour promouvoir sa musique. Dans certaines publications, Josie et les filles font même la rencontre des autres personnages de l'éditeur.

## Apparitions alternatives

### Afterlife with Archie
Le groupe fait une apparition dans la série Afterlife with Archie du label Archie Horror qui se déroule dans sa propre chronologie alternative.
Le groupe fait une petite apparition dans le numéro sept, où Betty Cooper et Archie Andrews se rendent à leurs concert à Riverdale. Le dixième numéro est centré sur elles et raconte leurs origines.
Les filles sont nées il y a plusieurs siècles et ont été transformées en vampires par un homme riche. Depuis plusieurs années, elles reviennent sous une nouvelle identité pour que les gens ne se rendent pas compte qu'elles sont en fait le même groupe. Elles se rendent à Riverdale à la fin du numéro, ignorant les avertissements sur l'épidémie qui s'y déroule.

## Personnages

### Membres du groupe
- Josie McCoy, la leader, toujours représentée comme une petite rousse avec un carré, elle chante et joue de la guitare. C'est souvent elle qui est responsable des histoires autour des Pussycats. Selon les versions, son nom de famille est Jones, James ou McCoy, néanmoins, le dernier est choisi officiellement par Archie Comics à la fin des années 2000. Le magazine Comics Buyer's Guide la nomme 77ème des100 femmes les plus sexy du comics.
- Melody Valentine, la batteuse du groupe, représentée comme blonde platine gentille mais bête. Elle est irrésistible, ce qui attire très souvent l'attention des garçons.
- Valerie Brown / Smith, choriste et guitariste même si elle peut souvent changer d'instruments, elle est la principale auteure des chansons du groupe. C'est une tête, considéré comme très intelligente. Elle est toujours représentée comme une brune afro-américaine. C'est le membre du groupe qui apparaît le plus dans les publications centrées sur Archie Andrews avec qui elle vit une histoire d'amour, néanmoins leurs couple ne dure pas à cause des nombreux déplacements de la jeune fille, ce qui fera très plaisir à Betty Cooper et Veronica Lodge. Dans une version des comics, le couple à un enfant, Star.

### Personnages secondaires
- Alexander Cabot III, le manageur du groupe, il est le fils du richissime propriétaire d'une compagnie aérienne. Il en pince pour Josie, ce qui est la raison qui le pousse à s'occuper du groupe.
- Alexandra Cabot, sœur d'Alexander, elle est jalouse de Josie et essaye très souvent de mettre des bâtons dans les roues des filles. Elle possède des pouvoirs magiques, ce qui fait d'elle une sorcière.
- Sebastian, acolyte d'Alexandra, il est la réincarnation de Sebastian Cabot, un sorcier ancêtre des Cabot. Il apprend à Alexandra à utiliser la magie.
- Alan M. Mayberry, un guitariste et petit ami récurrent de Josie. Il est convoité par de nombreuses filles dont Alexandra.
- Pepper Smith, une amie de Josie et Melody dans la première version des comics. Elle est connue pour être cynique et intelligente.
- Albert, le petit ami de Josie dans la première version des comics.
- Sock, le petit ami de Pepper.

## Adaptations dans d'autres médias

### Cinéma
- Josie et les Pussycats (Josie and the Pussycats) réalisé par Harry Elfont et Deborah Kaplan en 2001. Avec Rachael Leigh Cook dans le rôle de Josie, Tara Reid dans le rôle de Melody et Rosario Dawson dans le rôle de Valerie.

Les interprètes du groupe au cinéma
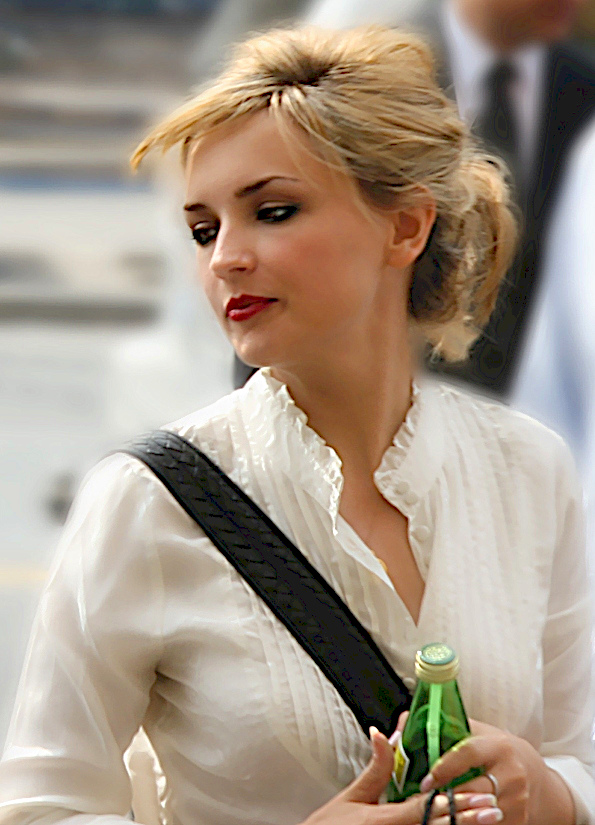
Rachael Leigh Cook interprète Josie.
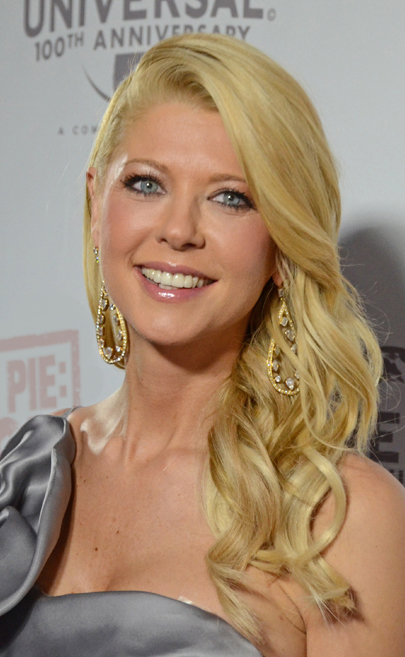
Tara Reid interprète Melody.
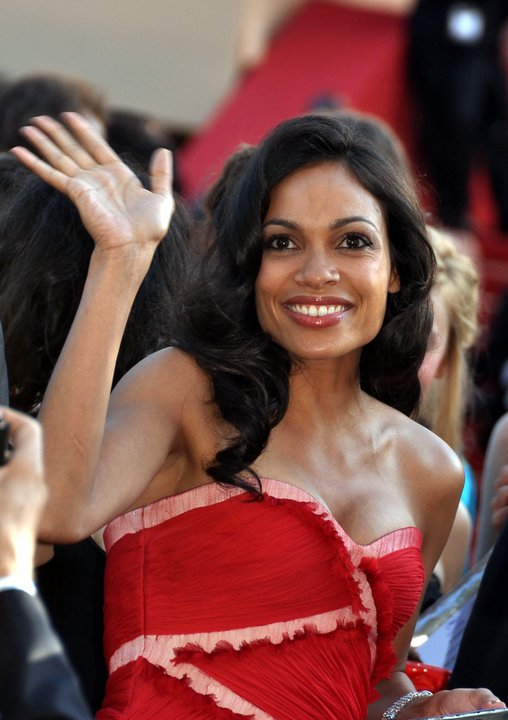
Rosario Dawson interprète Valerie.

### Séries d'animations
- Josie et les Pussycats (Josie and the Pussycats) diffusée entre 1970 et 1971 sur CBS. Josie est doublée par Janet Waldo, Valerie par Barbara Pariot et Melody par Jackie Joseph.
- Josie et les Pussycats dans le cosmos (Josie and the Pussycats in Outer Space) diffusée en 1972 sur CBS avec les mêmes voix.
- En septembre 1973, le groupe fait une apparition dans le deuxième épisode de la seconde saison de la série d'animation Fantomatiquement vôtre, signé Scoubidou, toujours sur CBS.

### Séries télévisées

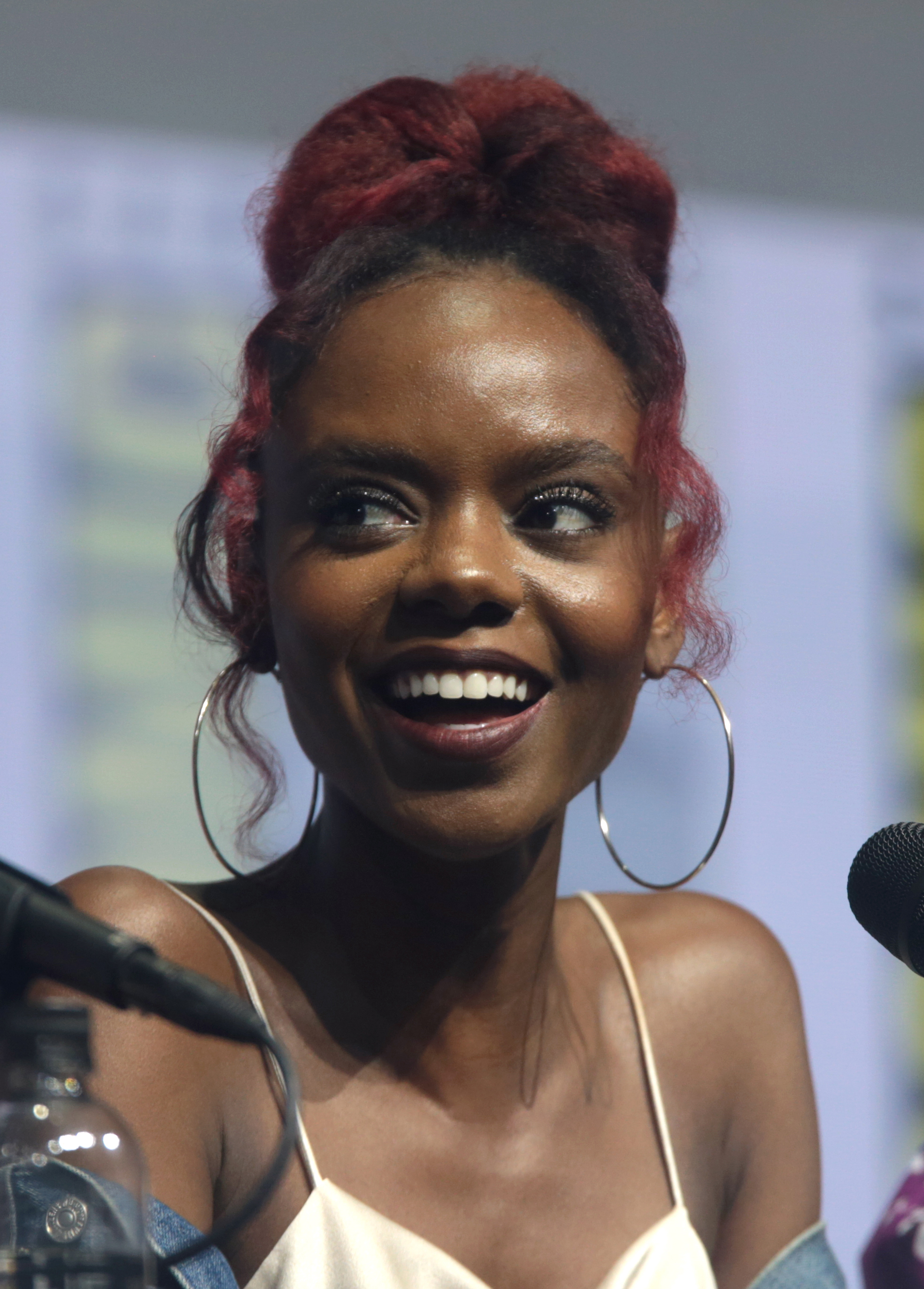
Ashleigh Murray, l'interprète de Josie dans les séries Riverdale et Katy Keene.

- Josie et les Pussycats apparaissent dans la série télévisée Riverdale diffusée sur The CW depuis 2017. Josie fait partie des personnages principaux de la série mais Valerie et Melody sont seulement récurrentes. Dans la série, les filles sont toutes afro-américaines et Josie est la fille de la maire de Riverdale. Veronica Lodge devient l'un des membres du groupe vers la fin de la première saison, ce qui n'arrive jamais dans les comics où la composition du groupe reste toujours la même. Ashleigh Murray y interprète Josie, Asha Bromfield est Melody et Hayley Law joue Valerie. Néanmoins, Melody et Valerie quitte la série à la fin de la seconde saison. Josie quitte également la série dans les derniers épisodes de la troisième saison.
- À la suite de son départ de Riverdale, Josie devient l'un des personnages principaux de la série télévisée Katy Keene, également diffusée sur The CW. La série se déroule dans le même univers que Riverdale, Ashleigh Murray y reprendre  donc le rôle. Au cours de la première saison, Josie monte une nouvelle version du groupe avec deux autres personnages issus d'autres publications d'Archie Comics : Cricket O'Dell (Azriel Crews) et Trula Twyst (Emily Rafala). Melody et Valerie ne sont jamais apparue dans la série.
- Le groupe fera une apparition dans le quinzième épisode de la cinquième saison de Riverdale, qui se déroule après les événements de Katy Keene. Pour l'occasion, Melody et Valerie seront de retours aux côtés de Josie[7].